# Керімов Лятіф Гусейн огли
Лятіф Гусейн огли Керімов (азерб. Lətif Hüseyin oğlu Kərimov; 1906—1991) — азербайджанський килимоткач, відомий своїм внеском як у килимарство Азербайджану, так і в інші різні галузі мистецтва. Народний художник Азербайджанської РСР (1960). Лауреат Сталінської премії першого ступеня (1950). Член КПРС з 1945 року.

## Життєпис

### Ранні роки
Лятіф Керімов народився 4 (17 листопада) 1906 року в Шуші, в Єлизаветпольської губернії Російської імперії. Його батько, Мешаді Гусейн, був капелюшним майстром, а мати, Теллі, — килимоткалею. 1910 року сім'я переїхала до Ірану, у місто Мешхед, і оселилася в карабаському кварталі. Після закінчення місцевого медресе у віці 14 років, Лятіф Керімов почав працювати в магазині килимів і навчатися мистецтву килимарства (пішовши стопами матері). Подорожував по всьому Ірану, демонструючи свої килими. Крім того, у Керімова було багато різноманітних інтересів, від боксу і літератури до виконавського мистецтва. Радянське консульство в Тегерані запропонувало йому стати членом російського культурного клубу, де він згодом і грав у п'єсах Узеїра Гаджибекова, і заснував хор Азербайджану.
Починаючи з кінця 1920-х років Керімов брав участь у русі за соціальні права, вимагаючи від імені ткачів Мешхеду восьмигодинного робочого дня і поліпшення умов праці. 1929 року він був направлений у службове відрядження до Афганістану, щоб сприяти ролі театрального мистецтва. Однак Керімов повернувся до Ірану два місяці потому, не в змозі витримати суворі умови життя в Афганістані. Того ж року він отримав радянське громадянство, і уряд Ірану надав йому можливість переїхати до Радянського Союзу, якою Керімов скористався.

### Радянський період
По приїзді до СРСР Лятіф Керімов оселився у своєму рідному місті Шуші і одружився з дівчиною на ім'я Шовкет. Був призначений інструктором з імпорту на килимовій фабриці. Крім того, заснував і проводив курси килимарства за іранською методикою, яка до того моменту була невідома карабаським ткачам. Для студентів, які були неграмотні і не могли робити нотатки, він писав ліричні гошма (твори азербайджанського поетичного жанру), щоб допомогти їм запам'ятати ткацькі технології. Пізніше створив аналогічні курси в Ґубі і Баку. Лятіф Керімов у цей період підготував численні навчальні посібники з технології, удосконалення техніки машинного килимарства, розробив принципово нову стилістику орнаментів і колористику килимів. Все це зіграло важливу роль під час створення 1935 року Гянджинської машинної килимової фабрики.
Крім килимів, Керімов успішно працював з ювелірними виробами, займався різьбленням по дереву, декоративним інтер'єром будівель. 1937 року, разом з Рустамом Мустафаєвим, був залучений до роботи над залом азербайджанської Всесоюзної сільськогосподарської виставки. У 1940-х, коли Керімов займався прикрашанням інтер'єру музею імені Нізамі, почалася німецько-радянська війна, і його запросили на Азербайджанське державне радіо диктором випусків новин. 1945 року був призначений завідувачем кафедрою образотворчого мистецтва в Інститут архітектури і мистецтва Національної академії наук Азербайджану. У період від 1947 до 1977 року склав словник східної музики.
1954 року організував свою першу персональну виставку, яка включала килими, архітектурні прикраси, різьблення по дереву, порцелянові вази, ювелірні вироби, графічні елементи. 1955 року був відзначений званням «Заслужений діяч мистецтв Азербайджану». Його зусиллями і на його ентузіазмі 1967 року було створено Азербайджанський державний музей килима і народно-прикладного мистецтва в місті Баку, перший музей такого роду в світі. Музей було названо на його честь 1991 року.
Деякі з витканих Керімовим килимів зберігаються в музеях Анкари, Стамбула і Тегерана.

## Нагороди та премії
- Сталінська премія першого ступеня (1950) — за килим, присвячений 70-річчю Й. В. Сталіна (1949).

## Пам'ять
2006 року президент Азербайджану Ільхам Алієв видав указ про святкування сотої річниці народження Лятіфа Керімова, за підтримки Міністерства культури і туризму Азербайджану та Національної Академії наук Азербайджану. Того ж року 100-річчя майстра килимового мистецтва було включено до Списку пам'ятних дат ЮНЕСКО на 2006—2007 роки.

## Виткані килими

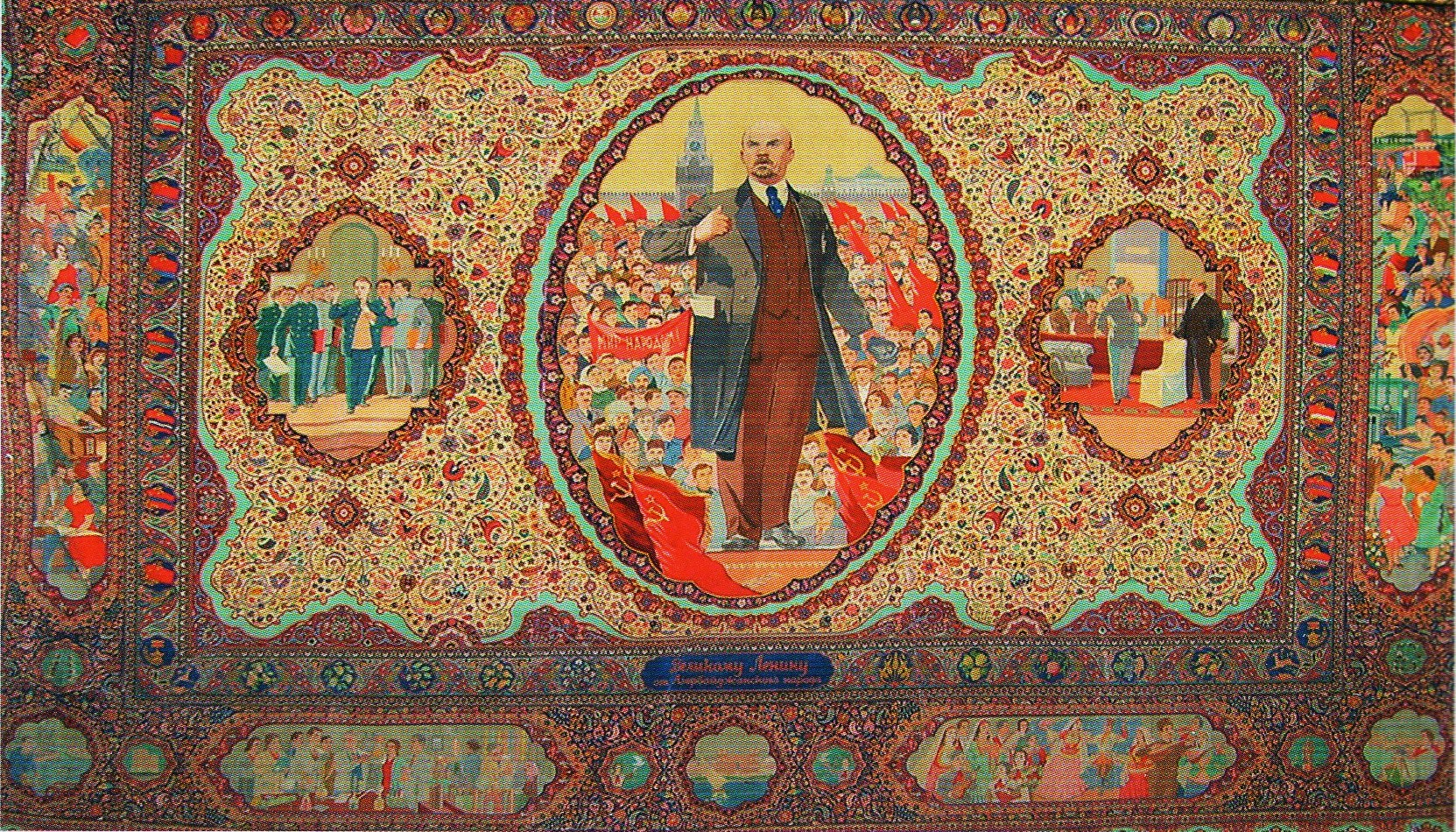
Килим «Ленін», 1957 рік.

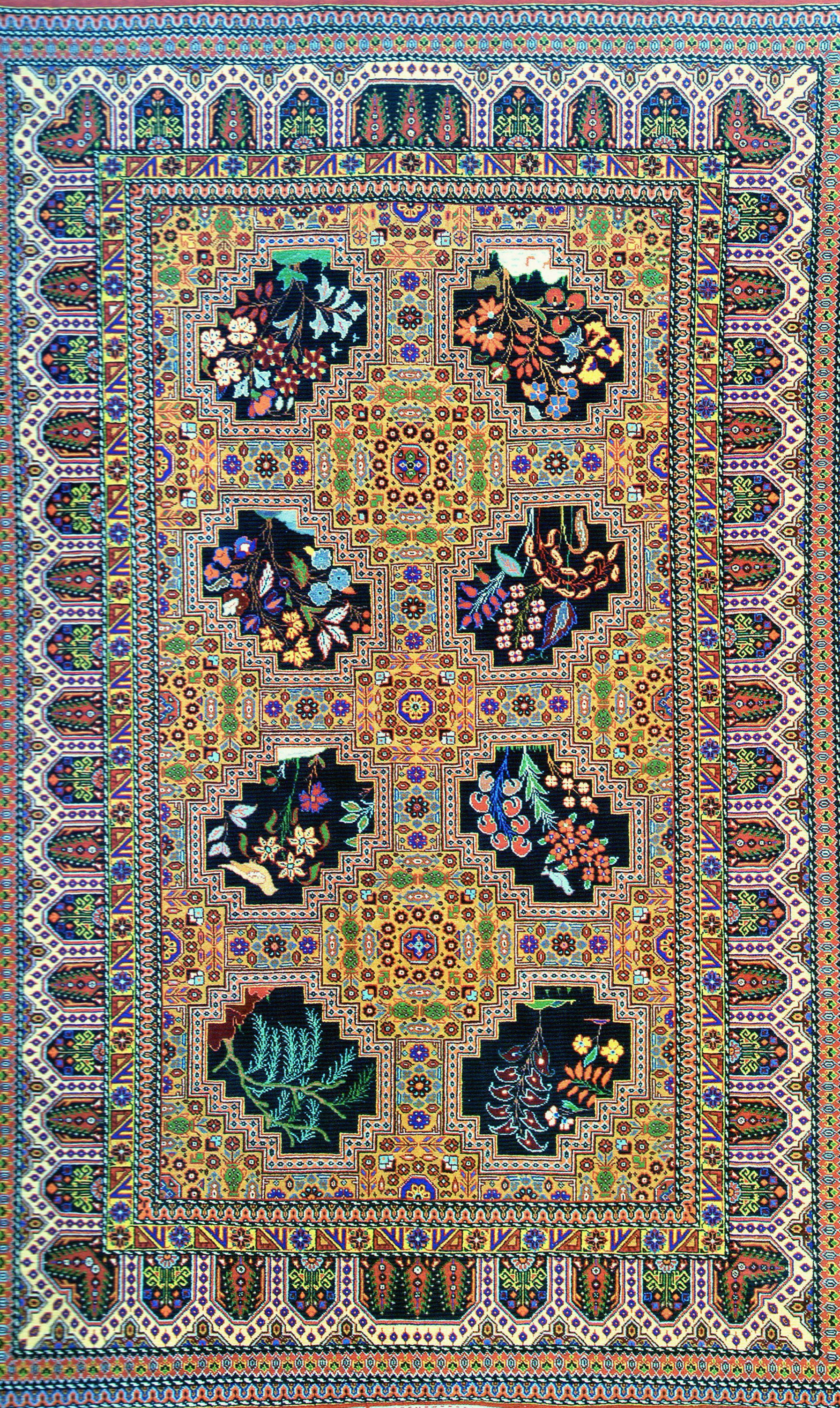
Килим «Весна», 1967 рік.

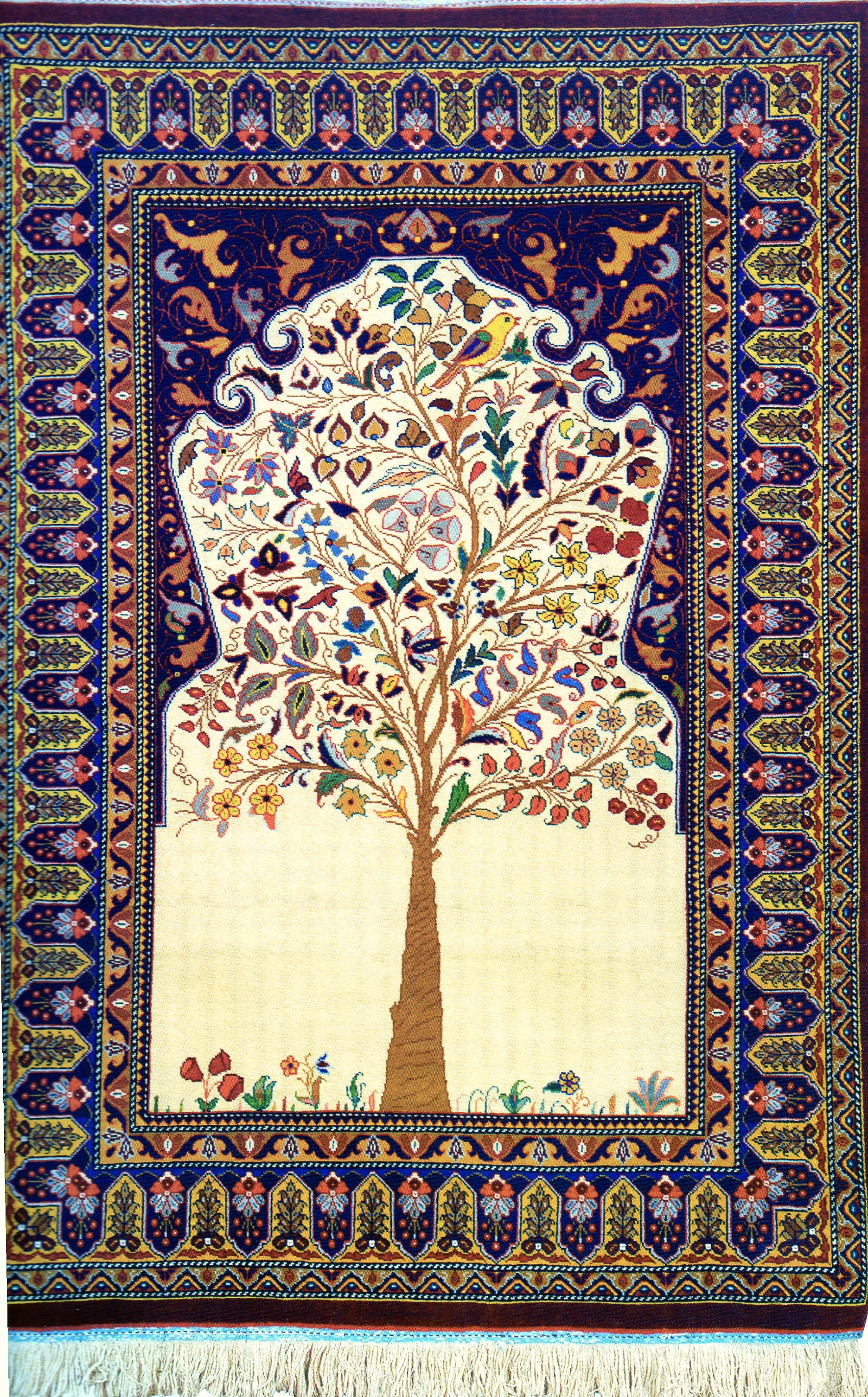
Килим «Агаджли», 1974 рік.

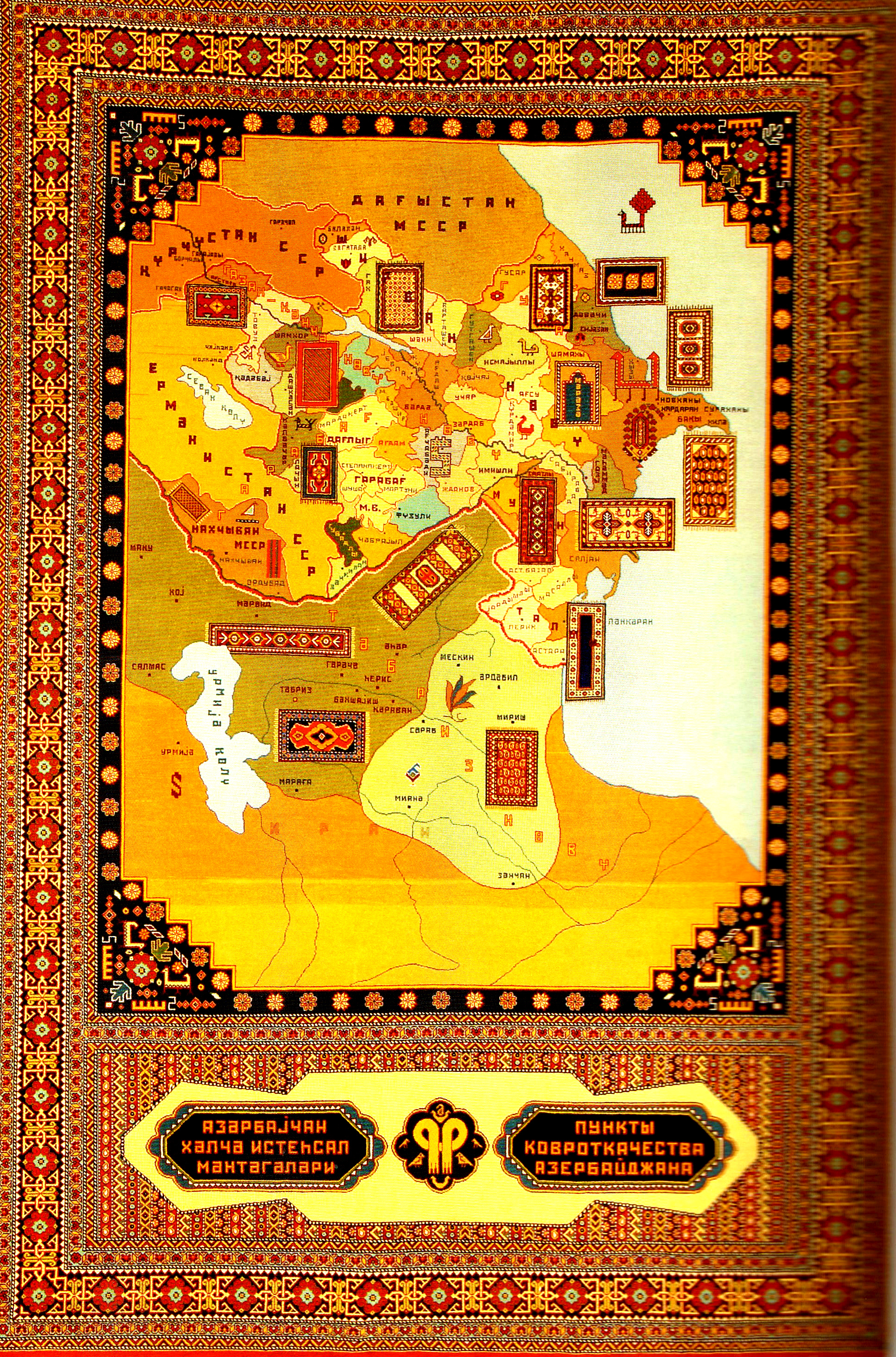
Килим «Центри килимарства Азербайджану», 1984 рік.

Повний перелік килимів, створених Лятіфом Керімовим:
- Килим «Афшан», 1931 рік. Державний музей образотворчого мистецтва ім. Р. Мустафаєва, Баку.
- Килим «Афшан», 1932 рік. Державний музей образотворчого мистецтва ім. Р. Мустафаєва, Баку.
- Килим «Дерйанур», 1934 рік. Азербайджанський державний музей килима і народного прикладного мистецтва, Баку.
- Килим «Турунджлу», 1936 рік. Державний музей образотворчого мистецтва ім. Р. Мустафаєва, Баку.
- Килим «Ленін і Сталін», 1936 рік. Державний музей образотворчого мистецтва ім. Р. Мустафаєва, Баку.
- Килим «Турунджлу», 1937 рік. Державний музей образотворчого мистецтва ім. Р. Мустафаєва, Баку.
- Килим «Бесіда візира з Нушірваном Справедливим», 1939 рік. Спільна робота з Казимом Казимзаде. Державний музей літератури ім. Нізамі, Баку.
- Килим «Сталін», 1939 рік. Державний музей образотворчого мистецтва ім. Р. Мустафаєва, Баку.
- Килим «Ширін, що піднімається на гору Бісутун для зустрічі з Фархадом», 1939 рік. Спільна робота з Газанфаром Халиговим. Державний музей літератури ім. Нізамі, Баку.
- Килим «Меджнун серед диких звірів», 1939 рік. Державний музей літератури ім. Нізамі, Баку.
- Килим «Іскендер і Нушаба», 1939 рік. Спільна робота з Мамедалі Шириновим. Державний музей літератури ім. Нізамі, Баку.
- Килим «Нізамі», 1941 рік. Азербайджанський державний музей килима і народного прикладного мистецтва, Баку.
- Килим «Джафар Джабарли», 1947 рік. Азербайджанський музей історії, Баку.
- Килим «70-річчя Сталіна», 1949 рік. Державний музей образотворчого мистецтва ім. Р. Мустафаєва, Баку.
- Килим «30-річчя СССР», 1952 рік. Державний музей образотворчого мистецтва ім. Р. Мустафаєва, Баку.
- Килим «Бавовняний візерунок», 1952 рік. Державний музей образотворчого мистецтва ім. Р. Мустафаєва, Баку.
- Килим «Агаджли», 1953 рік. Державний музей образотворчого мистецтва ім. Р. Мустафаєва, Баку.
- Килим «Карабах», 1955 рік. Державний музей образотворчого мистецтва ім. Р. Мустафаєва, Баку.
- Килим «Автопортрет», 1956 рік. Азербайджанський державний музей килима і народного прикладного мистецтва, Баку.
- Килим «Ленин», 1957 рік. Азербайджанський державний музей килима і народного прикладного мистецтва, Баку.[11]
- Килим «Афшан», 1957 рік. Державний музей образотворчого мистецтва ім. Р. Мустафаєва, Баку.
- Килим «Мінелі», 1959 рік. Державний музей образотворчого мистецтва ім. Р. Мустафаєва, Баку.
- Килим «Іслімі бендлік», 1960 рік. Державний музей образотворчого мистецтва ім. Р. Мустафаєва, Баку.
- Килим «Наріман Наріманов», 1960 рік. Азербайджанский музей истории, Баку.
- Килим «Іслімі», 1961 рік. Державний музей образотворчого мистецтва ім. Р. Мустафаєва, Баку.
- Килим «Лечек-турундж», 1962 рік. Державний музей образотворчого мистецтва ім. Р. Мустафаєва, Баку.
- Килим «Юрій Гагарін, перший космонавт СРСР», 1962 рік. Державний музей образотворчого мистецтва ім. Р. Мустафаєва, Баку.
- Килим «Космонавт Герман Титов», 1963 рік. Державний музей образотворчого мистецтва ім. Р. Мустафаєва, Баку.
- Килим «Ейрі золагли», 1964 рік. Державний музей образотворчого мистецтва ім. Р. Мустафаєва, Баку.
- Килим «Агаджли», 1965 рік. Азербайджанський державний музей килима і народного прикладного мистецтва, Баку.
- Килим «Памбик», 1965 рік. Державний музей образотворчого мистецтва ім. Р. Мустафаєва, Баку.
- Килим «Весна», 1966 рік. Державний музей образотворчого мистецтва ім. Р. Мустафаєва, Баку.
- Килим «Весна», 1967 рік. Державний музей образотворчого мистецтва ім. Р. Мустафаєва, Баку.
- Килим «Молла Панах Вагіф», 1969 рік. Азербайджанський державний музей килима і народного прикладного мистецтва, Баку.
- Килим «Насімі», 1970 рік. Азербайджанський державний музей килима і народного прикладного мистецтва, Баку.
- Килим «Царство звірів», 1973 рік. Азербайджанський державний музей килима і народного прикладного мистецтва, Баку.
- Килим «Фізулі», 1973 рік. Азербайджанський державний музей килима і народного прикладного мистецтва, Баку.
- Килим «Аджемі Нахчівані», 1974 рік. Азербайджанський державний музей килима і народного прикладного мистецтва, Баку.
- Килим «Агаджли», 1974 рік. Азербайджанський державний музей килима і народного прикладного мистецтва, Баку.
- Килим «Аджемі Нахчівані», 1975 рік. Штаб-квартира ЮНЕСКО, Париж.
- Килим «Шах Ісмаїл Хатаї», 1975 рік. Азербайджанський державний музей килима і народного прикладного мистецтва, Баку.
- Килим «Шебі-Хіджран», 1975 рік. Азербайджанський державний музей килима і народного прикладного мистецтва, Баку.
- Килим «Шах Ісмаїл Хатаї», 1975 рік. Дворец Ширваншахов, Баку.
- Килим «Сафіаддін Урмаві», 1975 рік. Азербайджанський державний музей килима і народного прикладного мистецтва, Баку.
- Килим «Царство звірів», 1976 рік. Азербайджанський державний музей килима і народного прикладного мистецтва, Баку.
- Килим «Насімі», 1976 рік. Азербайджанський державний музей килима і народного прикладного мистецтва, Баку.
- Килим «Друга весна», 1976 рік. Азербайджанський державний музей килима і народного прикладного мистецтва, Баку.
- Килим «Ієні-чічі», 1976 рік. Азербайджанський державний музей килима і народного прикладного мистецтва, Баку.
- Килим «Кетебелі», 1977 рік. Азербайджанський державний музей килима і народного прикладного мистецтва, Баку.
- Килим «Памбик», 1977 рік. Азербайджанський державний музей килима і народного прикладного мистецтва, Баку.
- Килим «Валентина Терешкова», 1979 рік. Азербайджанський державний музей килима і народного прикладного мистецтва, Баку.
- Килим «60-річчя Азербайджанської РСР», 1981 рік. Азербайджанський державний музей килима і народного прикладного мистецтва, Баку.
- Килим «Пісня років», 1981 рік. Азербайджанський державний музей килима і народного прикладного мистецтва, Баку.
- Килим «Шах Ісмаїл Хатаї», 1981 рік. Азербайджанський державний музей килима і народного прикладного мистецтва, Баку.
- Килим «Лечек-турундж», 1982 рік. Азербайджанський державний музей килима і народного прикладного мистецтва, Баку.
- Килим «60-річчя СРСР», 1982 рік. Азербайджанський державний музей килима і народного прикладного мистецтва, Баку.
- Килим «Центри килимарства Азербайджану», 1984 рік. Азербайджанський державний музей килима і народного прикладного мистецтва, Баку.